# SZ Centauri
SZ Centauri (SZ Cen / HD 120359 / HIP 67556) es una estrella variable distante 1979 ± 134 años luz del sistema solar.
Encuadrada en la constelación de Centaurus, visualmente se encuentra 2,5º al noroeste de la brillante Hadar (β Centauri).
Tiene magnitud aparente +8,89 en banda B.
SZ Centauri es una binaria eclipsante formada por dos estrellas blancas de la secuencia principal de tipo espectral A7V, aunque también han sido catalogadas como A7III.
Las dos componentes, aunque muy parecidas, no son idénticas.
La estrella primaria es 80 veces más luminosa que el Sol y tiene una temperatura efectiva de 8100 K.
Tiene 2,31 veces la masa que el Sol y, con un radio de 4,6 radios solares, gira sobre sí misma con una velocidad de rotación de al menos 60 km/s.
La estrella secundaria tiene una temperatura ligeramente superior de 8380 K y es 58 veces más luminosa que el Sol.
Tiene una masa de 2,27 masas solares y un radio 3,6 veces más grande que el del Sol, siendo su velocidad de rotación proyectada de 44 km/s.
La edad de esta binaria se estima en 500 millones de años.
El período orbital de este sistema es de 4,108 días.
En el eclipse principal su brillo disminuye 0,60 magnitudes, mientras que en el secundario la caída de brillo es de 0,40 magnitudes.